# Mutterschaftsmedaille (Rumänien)
Die Mutterschaftsmedaille (rumänisch Medalia maternității) war eine staatliche Auszeichnung der Volksrepublik Rumänien. Die Stiftung erfolgte am 6. November 1951 durch das Dekret Nr. 109 des Staatsrates (Consiliul de stat). Die Veröffentlichung der Statuten erfolgte am 8. November 1951 im rumänischen Staatsanzeiger (Buletinul oficial) Nr. 109. Die Medaille, welche in zwei Klassen gestiftet worden war, wurde in der 1. Klasse an Mütter mit sechs Kindern, beziehungsweise in der 2. Klasse an Mütter mit fünf Kindern verliehen.

## Aussehen und Trageweise
Das Avers der Medaille ist in der 1. Klasse silbern, in der 2. Klasse bronzen gehalten. Beide zeigen innerhalb eines Lorbeerkranzes eine nach links blickende Frau sowie den dahinter liegenden Kopf eines Kindes. Auf der oberen linken Medaillenhälfte prangt ein fünfzackiger Stern. Der untere Medaillenrand zeigt eine stilisierte Schleife mit dem Majuskel RPR, ab 1965 dann RSR. Das Revers der Medaille zeigt dagegen in seiner Mitte Hammer und Sichel und die Umschrift: MEDALIA MATERNITATII
Getragen wurde die Medaille an der linken oberen Brustseite der Beliehenen. Bei der 1. Klasse an einer weiß emaillierten stilisierten Schleife mit blauen Seitenstreifen und bei der 2. Klasse mit grünen Seitenstreifen.